# Klippvargspindel
Klippvargspindel (Arctosa figurata) är en spindelart som först beskrevs av Simon 1876.  Klippvargspindel ingår i släktet Arctosa och familjen vargspindlar. Enligt den finländska rödlistan är arten nära hotad i Finland. Enligt den svenska rödlistan är arten nära hotad i Sverige. Arten förekommer i Götaland, Gotland, Öland och Svealand. Artens livsmiljö är skogslandskap, jordbrukslandskap, havsstränder. Inga underarter finns listade i Catalogue of Life.